# Otra película de huevos y un pollo
Otra película de huevos y un pollo es una película de animación mexicana-argentina de 2009 de acción, aventura y comedia dirigida por Gabriel y Rodolfo Riva Palacio Alatriste y producida por la compañía de animación Huevocartoon Producciones. Es el segundo largometraje creado por dicha compañía, siendo la secuela de Una película de huevos (2006), como parte de la serie fílmica Huevos. La película, que combina elementos de segunda y tercera dimensión en su animación, mantiene una serie de bromas de doble sentido apropiadas y no dañinas para el género infantil.
El elenco de voces de la cinta anterior, encabezado por Bruno Bichir, Carlos Espejel y Angélica Vale, repite sus respectivos papeles, y a este, se suman Darío T. Pie como el antagonista principal, y Patricio Castillo y Lucila Mariscal como nuevos personajes.
En la película, Toto (Bichir), anteriormente un huevo de gallina que recientemente se ha convertido en un pollo de granja, es secuestrado por un huevo de piedra (Pie) que practica la brujería y que busca extraer su corazón para concretar uno de sus hechizos. Por ello, sus amigos, bajo el liderazgo del huevo exsargento Willy (Espejel), emprenden un riesgoso viaje en su rescate.
Tuvo su estreno el 19 de marzo de 2009 en la vigésimo cuarta edición del Festival Internacional de Cine en Guadalajara y posteriormente en salas comerciales un día después.

## Argumento
La película comienza en un pueblo fantasma donde habita un amuleto de piedra en forma de huevo que es un gran brujo. Un día, este Huevo-Brujo se prepara para hacer el hechizo que llevaba tanto tiempo esperando. Al repasar la lista de los ingredientes, ve que le falta uno: un corazón de pollo. Así que, consultado su oráculo que dice "Granjas: el Pollón", envía a sus criados a buscar al mejor pollo que encuentren.
Unos meses después de los acontecimientos de la primer película. En las "Granjas: el Pollón", Toto, ahora convertido en un hermoso pollo, aprende a ser como tal, pero no es tan fácil. También reflexiona sobre su anterior vida como un huevo. Poco después es secuestrado por los huevos de zopilote, que lo llevan al desierto. Tocino, un amigo de Toto, lo presencia y se lo cuenta todo mediante señas a Willy y otros amigos de Toto. Así que Willy, Bibi, Confi, Coco, Iguano, Huevay II y Tocino proponen llegar al desierto en un camión de provisiones que robaran de su dueño.
Al día siguiente, Toto se topa cara a cara con el Huevo-Brujo, quien empieza a hacer su receta ya esperada, y, al llegar al ingrediente del corazón de pollo, es necesario sacrificar al pollo. Pero Toto consigue escapar y adentrarse al vasto desierto, donde se desmaya. El Huevo-Brujo llama a los huevos de escorpión para que traigan a Toto de vuelta.
Mientras tanto, los amigos de Toto logran encontrar a Toto, que se ha recuperado de su desmayo y escapa, con las fuerzas que le quedan, de los huevos de escorpión. Toto logra ser salvado, pero en un momento dado, Willy es picado por un huevo de escorpión y, más tarde, se descubre que su cascarón se está pudriendo. La Hueva-Lancha, una huevita de tierra, propone que vayan con el Viejo Huevo de Halcón, a lo que Toto y Tocino acceden inmediatamente.
Esa noche, el Huevo-Brujo es informado de estos sucesos y forma un nuevo ejército, ahora con un ejército de Huevos Zombis. En tanto, Toto y Tocino han ayudado a los huevos de escorpión que se habían congelado en el frío de la noche; y luego de consultar con el Viejo Huevo de Halcón, encuentran la respuesta: usar plantas medicinales para rellenar el cascarón de Willy.
Al amanecer, se informa que el Huevo-Brujo necesita a Toto antes del atardecer, de lo contrario, se verá obligado a presentarse en persona. Todos deciden pelear y, a la puesta del sol, se empieza la batalla con un numeroso ejército de huevos-Zombis, los criados del Huevo-Brujo montados en dos carros de juguete, marca "Matchbox", y con una iguana, mascota del Huevo-Brujo. Pero todos son derrotados en formas diferentes: primero, los huevos de escorpión matan a los zombis en poco tiempo para devolverles el favor de la noche anterior. Luego, algunos huevos consiguen descarrilar los autos de juguete, mandando a los huevos de zopilote a la tienda del pueblo, con las huevitas de tierra. Finalmente, se revela que dicha iguana es la madre de Iguano, así que ya no necesita pelear.
Ahora llegamos al clímax, donde el Huevo-Brujo transforma a Coco en un yogur de merengue, luego a Bibi en un caramelo de leche, seguidos por Huevay II, quien se convierte en una malteada de fresa, y Confi, quien se vuelve una bolsa de confeti. Quedan solo Tocino y Toto, ya que Iguano se va con su mamá, Willy ha sido picado por un huevo de escorpión y Coco, Bibi, Confi y Huevay II fueron transformados por el Huevo-Brujo. Después Toto envía a Tocino a la Tienda por Willy, el Huevo-Brujo trata de transformar a Tocino, pero falla gracias a la agilidad y flexibilidad de Tocino. Luego, pelea cara a cara con Toto, revelando que quiere el corazón del pollo para poder "sentir y amar". Pero pierde su magia y es derrotado y enviado al cielo en último momento por Tocino y Willy, quien ya se ha curado de su herida y ya es un poco más "ligero" que antes por las plantas en su cascarón, después todos vuelven a la normalidad. La historia termina con Toto, regresando a su granja y con su madre y teniendo una gran fiesta con todos sus amigos. Después de los créditos, el Huevo-Brujo cae sobre el piso y es comido por Cuache, que al final va al baño, con Tlacua asegurando que le va a doler.

## Proyecto
Otra película de huevos y un pollo supera por mucho a la primera parte, siendo mucho más ambiciosa en todos los sentidos.
Para empezar, cuenta con escenas de acción muy complejas que requirió de una buena combinación de animación 2D y 3D. Por otro lado, no sólo regresan Toto, Willy y Tocino a la pantalla, sino que también aumentan las apariciones de Confi, Huevay II, Bibi, Coco e Iguano. En consecuencia, en pantalla constantemente estuvieron más de 4 personajes, a diferencia de la película pasada que tan sólo se veía a los 3 protagónicos.
Además, para las escenas del Huevo-Brujo realizaron una serie de técnicas que implicaron en la animación por computadora 3D, haciendo las escenas más difíciles. La película además cuenta con 10 minutos animados más que la primera parte. Todos estos elementos hacen de la película una muy complicada de maquilar, requiriendo de más tiempo y presupuesto.
Al igual que en la primera película, la comicidad de la película se basa en el humor negro y el albur, los mismos personajes mencionan esto cuando, en ciertas frases, dicen "sin albur". Este tipo de humor propicia que las risas infantiles sean nulas, con un modo oculto y difícil de entender para los menores. Debe sumarse el hecho de que, ya que en esta secuela el personaje de Toto es un pollo, esto explota más el doble sentido que en la anterior película, haciendo nuevos chistes tanto de "huevo" como de "pollo".
Esto hace que esta secuela posea un tono de albur y comicidad mayor al de la película anterior, tal como se pidió por parte de los fanáticos de Huevocartoon, que generaron en la primera película varias polémicas por su falta de humor alburero y "exceso de infantilismos" constantemente. Con el tono de doble sentido subido a un mayor nivel de albur, la película fue considerada por varios de sus fanáticos un éxito, tanto así como una película superior a la primera, y en ocasiones, considerada una película que resulta opacar a la primera tanto por su excelente animación como por su humor mejorado. No obstante, la película fue clasificada apta para todo público.

## Personajes
Toto:
- Toto es ahora un pollo muy inteligente intrépido y sagaz. Ha encontrado el valor de la amistad y por lo mismo ha dejado de ser soberbio y egoísta. Ahora es de trato sencillo y dócil. Es buen amigo y compañero. Mantiene sus objetivos muy claros y de buen corazón.

Sin embargo no sabe bien a bien cómo ser pollo. Tiene miedo de probar sus habilidades y eso le ha dado cierta inseguridad. No acepta ni su fuerza, ni sus alas que le permiten aletear, ni el hecho de que ahora tiene que comer gusanos. Se siente un poco enojado con su situación y consigo mismo. Por extraño que parezca, a veces quisiera seguir siendo un huevo para pertenecer al grupo de amigos.
El Huevo-Brujo:
- Es en realidad un huevo de piedra que lleva como amuleto el brujo chamán alrededor del cuello. Tiene la capacidad de absorber poderes y por lo mismo es muy poderoso. Su símbolo en el estómago es la fuente de todo su poder y le permite volar, transformar cosas a su antojo, disparar rayos eléctricos, etc. En realidad puede hacer cualquier cosa que se le ocurra... menos sentir. Como es de piedra, no tiene corazón. Por lo mismo es un huevo despiadado y villano, que no tiene reparo alguno en lastimar a alguien o inclusive desaparecerlo de la existencia. En el fondo quiere sentir emociones, quiere conocer ese plano sensible del amor, la ternura, la compasión y la alegría. Se siente incompleto y aburrido. Es tramposo, mentiroso y manipulador. Se siente omnipotente y un genio. Sin embargo, no es tan inteligente como el cree y con frecuencia, su estupidez, le destroza sus planes más maquiavélicos convirtiéndose el mismo en su peor enemigo. Esto provoca una comedia involuntaria en los demás.

Willy:
- Es un huevito muy simpático y alegre. Todo el tiempo está tratando de hacerse el chistoso y tiene el sentido del humor a flor de piel. Es ocurrente e inteligente. Es muy hablador y bromista. En ocasiones es un tanto pesado. Es inseguro por lo que trata incansablemente de agradar a los demás. Esto lo lleva a ser mentiroso y manipulador. A veces es convenenciero y cae en la adulación. Sin embargo es de buen corazón y bien intencionado. Es entregado y fiel a su pareja y amistades. Está atormentado por descubrir cuál es su sueño o función en la vida.

Bibi:
- Bibi es una huevita simpática e intrépida. Es muy divertida y valiente. No tiene miedo a nada. Es muy comprometida con sus hermanos y con su trabajo. Es generosa, justa y muy directa. En ocasiones puede ser tosca. Es tímida y al mismo tiempo apasionada. Sin embargo, acarrea un dolor interno, se desvalora por tener su cascaroncito cuarteado justo debajo de su pelo. Esto en ocasiones la lleva a depresiones fuertes y duraderas.

Tocino:
- Es una rebanada de tocino de puerco. No habla sólo gesticula y mueve la boca como si hablara pero no produce ningún sonido. Es extremadamente noble y buen amigo. También tiene un coeficiente intelectual muy, muy, muy bajo. Sin embargo, es entusiasta y buen acompañante. Extremadamente sentimental y muy expresivo, no duda nunca en mostrar su descontento o su aceptación con algún evento. Aunque es difícil que se muestre negativo ante alguna cosa. Pareciera que va por la vida sin ningún conflicto, disfruta todo.

Confi:
- Es un huevo de gallina hueco y relleno de confeti. Esto le da un carácter extravagante que en ocasiones raya en lo ridículo. Es fiestero y entregado a todo tipo de excesos. Nada le preocupa y navega con la bandera del "amor y paz". Sin embargo, tiene una visión muy marcada sobre la trascendencia de la vida del huevo. Cree que "el colesterol es eterno" y por lo mismo es increíblemente espiritual. Vive el "aquí y el ahora" y no tiene ningún problema con la vida. Todo lo acepta como viene. Es exagerado en movimientos y en su forma de hablar. Vaya, prácticamente hablamos de un hippie hecho huevo.

La Hueva-Lancha:
- Es una hueva de tierra (no fertilizada) muy simpática. Tiene carácter fuerte y es la líder de las huevas de tierra. Su galán se fue para el otro lado hace mucho tiempo lo que la tiene como una huevita "urgida" de cariño. Sin embargo siempre se hace "la difícil" y tiende a hacer de la queja una forma de vida. Es bastante floja y desesperanzada. Carece ya de la chispa de la vida. Si por ella fuera, se sentaba con todas a tejer chambritas y platicar de chismes y de los buenos tiempos. Sin embargo tiene buen corazón y se presta para ayudar cuando se lo pides. Además, en el fondo, añora un buen encuentro pasional con aquel que sea lo suficientemente paciente para aguantarle todas sus quejas.

El Viejo Huevo de Halcón:
- Es un huevo sabio de halcón. Es un huevo ermitaño que ha vivido demasiados años para un huevo. Su sabiduría lo ha llevado a ser un huevo juguetón y de buen sentido del humor, aunque tiene los achaques de un viejo. De repente no escucha bien, le duelen los juanetes y no ve claramente. Aunque en ocasiones puede ser un viejo berrinchudo y cascarrabias tiene un extraordinario sentido del bien. Conoce la vida y claramente se ve en paz consigo mismo. Sus conocimientos sobre la naturaleza le han atribuido ciertos poderes mágicos. Puede aparecerse ante los demás como figura holográfica e inclusive controla halcones con el pensamiento. Sus distancia y soledad lo hacen ser una especie de guardián de las aves que viven bajo las montañas.

Huevay II:
- Es un huevo de chocolate bastante cobarde. Es de ascendencia cubana por lo que su acento es fácil de distinguir. Gusta de los amigos y las fiestas. Siempre tiene una frase lista para cualquier situación. Es escandaloso y gritón. En general es muy ruidoso. Es fiel amigo y buen compañero. Es muy ágil y rápido. conoce y practica el arte-baile marcial brasileño "Huevoeira". Sin embargo no es muy ingenioso y puede llegar a ser berrinchudo y/o llorón.

Huevos de reptil:
1. Coco: Es un huevo de reptil, hijo del cocodrilo, que aunque es de apariencia tosca y amenazante, es en realidad tierno y sensible. Aunque se presenta como el líder de la banda de los huevos de reptil, su ideal máximo es participar en alguna obra de teatro por lo que su vida entera está cargada de un exceso de drama. Cualquier pretexto es usado para comenzar un "musical improvisado" o una escena de Shakespeare. Es bondadoso y divertido. No es muy inteligente. Es muy ruidoso y extrovertido. Sin embargo, tien baja autoestima y requiere de la aceptación de los demás, en concreto de la de su padre. Para disfrazar este defecto ha desarrollado una personalidad un tanto fuera de la realidad y nunca se sabe cuándo es el y cuándo está actuando un personaje.
2. Iguano Pagüer: Es un huevo de iguana de nula inteligencia pero mucho más guerrero. Lo único que dice es "ahí te va el Iguano Power" y procede a mover su mazo en el aire buscando un blanco. Parece una máquina de golpeo. Es tosco y extremadamente fuerte. Podríamos afirmar que no tiene mucho cerebro, tan sólo puede entender un objetivo "tengo que destruir a quien tengo enfrente".
3. Lagartijo: Es un huevo de lagartija simpático y noble. Igualmente no tiene ningún carácter para decidir absolutamente nada, por lo que siempre hace lo que le ordenan. Es costeño, por lo que tiene un cierto acento acapulqueño. Es tremendamente tonto e ingenuo, como casi todos los huevos de reptil.
4. Torti: Es un huevo de tortuga por lo que absolutamente todo le toma 5 veces más tiempo de lo normal. Habla lento, piensa lento, se mueve lento. En realidad no es tonto, inclusive tiene hasta un dejo de malicia, pero la increíble lentitud lo hace parecer un verdadero retrasado. Él no tiene ni voz ni voto en el grupo, simplemente sigue a todos a donde vayan.

Huevos de escorpión:
1. Escorpio: Un huevo villano y oscuro. Es el jefe del clan de los huevos de escorpión. Como todos ellos, su cola ha roto el cascarón y tiene ponzoña en la punta. Igualmente sus terribles tenazas las puede usar para descuartizar a cualquiera que se le interponga. Es la voz del clan. Es interesado y poco paciente. Es muy inteligente y sabe sus limitaciones, nunca enfrentará un rival que sabe que no puede vencer. Siempre quiere sacar ventaja para el clan, por lo que no tomará órdenes a menos que exista algo a cambio para ellos. Es veloz y no tiene piedad de nadie. Sin embargo, se maneja bajo cierto código de guerra. Esto le impide ser el villano tramposo que es el huevo brujo. Por ejemplo, si un enemigo le salva la vida, entonces se sentirá obligado a devolverle el favor.
2. Pión: Es un huevo enojado y villano. Es un huevo de escorpión, pero que ya tiene todas las características de un escorpión adulto. Puede picar con la cola o apresar con sus tenazas. Pertenece a un clan de huevos de escorpión y su única lealtad está para con dicho clan. Al igual que sus compañeros, no tiene reparo alguno en lastimar a los demás. De hecho su dieta consiste en animales que entre todos cazan. Cuando hablan parece salir de la garganta un sonido rasposo más que voz.

Huevo Afeminado:
- Es muy amigo del grupo y siempre tratará de que los demás se sientan bien. Es muy cobarde y llorón. Es criticón y chismoso. Tiene muy buen corazón y es muy impresionable. Es sensible y delicado. Sin embargo, nunca abandona a sus amigos y siempre estará donde lo necesiten. Es de voz delicada y afeminada. Sus movimientos son también sutiles. Es claramente homosexual.

Bebe:
- Es un huevito de muy buen corazón. Justiciero y amigo de los más necesitados. Le fascina la acrobacia y todo lo relacionado con ella. Es muy valiente e inteligente. Tranquilo, aún en los momento más difíciles. Es muy capaz y con gran determinación. Es serio, pero amable. Es muy respetuoso. No hay nada más que le importe que sus hermanos Bibi y Bubi.

Bubi:
- Es un huevito simpático y divertido. Es de muy fácil trato. Es muy sencillo y sin pretensiones. En ocasiones parece serio porque posee una voz muy ronca. Sin embargo es un gran compañero. Es muy valiente y goza con las actividades de acrobacia que realiza. No tiene miedo a las alturas y su gran habilidad le permite dar las piruetas más sobresalientes a la perfección. Es entregado a sus hermanos y sin ningún problema en la vida.

Tlacua:
- Tlacua es un tlacuache que vive en la basura. Es astuto y ágil. Tiene mal genio y es de malos modos. En realidad lo único que quiere es encontrar comida diaria. No tiene mayor aspiración y por lo mismo no tiene tanta malicia como el quisiera aparentar. Es sarcástico e irónico. Es paciente con su amigo y compadre Cuache. No tiene muchos amigos. Es valiente cuando se trata de enfrentarse a enemigos más pequeños. Es norteño, por lo que su léxico se caracteriza por cierto acento.

Cuache:
- Cuache es un tlacuache que vive en un basurero. Es compañero y compadre de Tlacua. Es muy inocente y bien intencionado. Absolutamente ingenuo, siempre acatando las órdenes de su compañero. Es tierno y simpático. Poco ocurrente y más bien un tanto baboso. Igualmente hambriento siempre sueña con que la comida les caiga del cielo sin hacer el menor esfuerzo. Es igualmente norteño, por lo que se le deja ver un acento regio.

## Reparto
| Personaje                        | Actor de voz original México |
| -------------------------------- | ---------------------------- |
| Toto                             | Bruno Bichir                 |
| Huevo Brujo                      | Darío T. Pie                 |
| Willy                            | Carlos Espejel               |
| Bibi                             | Angélica Vale                |
| Hueva Lancha                     | Lucila Mariscal              |
| Huevo de halcón                  | Patricio Castillo            |
| Huevay II, el huevo de chocolate | Humberto Vélez               |
| Coco                             | Rodolfo Riva Palacio         |
| Iguano                           | Rodolfo Riva Palacio         |
| Manotas                          | Rodolfo Riva Palacio         |
| Cuache                           | Rodolfo Riva Palacio         |
| Confi                            | Gabriel Riva Palacio         |
| Patotas                          | Gabriel Riva Palacio         |
| Torti                            | Gabriel Riva Palacio         |
| Huevo de escorpión               | Gabriel Riva Palacio         |
| Tlacua                           | Fernando Meza                |
| Lagartijo                        | Fernando Meza                |
| Huevo de escorpión líder         | Fernando Meza                |
| Apolononio                       | Armando González             |
| Mamá Gallina                     | Lourdes Morán                |
| Bebe                             | Enzo Fortuny                 |
| Bubi                             | Mario Filio                  |
| Huevito afeminado                | Carlos Cobos                 |
| Brujo                            | Rubén Moya                   |
| Gertrudis                        | Olga Fernández               |
| Petunia                          | Gaby Torres                  |
| Don Fidencio                     | Paco Arriagada               |
| Gusanos                          | Paco Arriagada               |
| Mosca                            | José José (archivo)          |

## Otra secuela
El tercer largometraje que realizó el estreno y que daría fin a la trilogía hecha por Huevocartoon Producciones. Se estrenó el 20 de agosto de 2015 en México y otros países latinoamericanos y el 4 de septiembre en los Estados Unidos. Es la película más taquillera de la historia del cine animado mexicano.
Sin embargo en palabras del director aclara que de la tercer película en adelante se trata de una nueva línea de tiempo que no tienen relación con sus dos primeras antecesoras.